# Haute-Bigorre
La dénomination de Haute-Bigorre s'applique[réf. souhaitée] :
- au sens strict, au bassin de l'Adour en amont de Tarbes (Bagnères-de-Bigorre, Campan, La Mongie...)
- au sens large, on lui adjoint le Lavedan, bassin amont du gave de Pau au sud (en amont) de la ville de Lourdes.

Les deux entités sont situées dans le département français des Hautes-Pyrénées en région Occitanie.